# Peridrome orbicularis
Peridrome orbicularis là một loài bướm đêm thuộc họ Erebidae. Loài này có ở Bangladesh (Silhet), Campuchia, Ấn Độ (quần đảo Andaman, Assam và Meghalaya), Indonesia (Java, Sumatra, Sumbawa, Sulawesi, Borneo), Lào, Malaysia (Pinang), Myanmar, Philippines (Luzon, Palawan, Mindanao và Mindoro), Thái Lan và Việt Nam.
Sải cánh dài khoảng 67 mm đối với con đực và 71 mm đối với con cái.
Ấu trùng ăn các loài Apocynaceae.